# 萊文氏紅點鮭
萊文氏紅點鮭，為輻鰭魚綱鮭形目鮭科的其中一種，為溫帶淡水魚，分布於北太平洋鄂霍次克海淡水、半鹹水、海域，深度0-50公尺，棲息在底中層水域，會進行洄游，生活習性不明。